# Mels-et-Colombès
Cet article court présente un sujet plus développé dans : Campouriez et Saint-Amans-des-Cots.
Ancienne commune de l’Aveyron située sur le plateau de la Viadène, la commune de Mels-et-Colombès a été supprimée en 1833[réf. nécessaire]. 
Son territoire a été partagé entre les communes de Campouriez et de Saint-Amans-des-Cots.